# 今日は渋谷で6時
新春ドラマ特別企画・第19回フジテレビヤングシナリオ大賞 今日は渋谷で6時（しんしゅんどらまとくべつきかく・だいじゅうきゅうかいふじてれびやんぐしなりおたいしょう きょうはしぶやでろくじ）は、2008年1月5日の23:30～24:25（JST）に、フジテレビ系で放送された正月特番のテレビドラマである。2006年の大賞受賞作のテレビドラマ化で、それが初めてフジテレビ系全国ネットで放映された。視聴率9.5%。

## あらすじ
出会い系サイトで知り合い、顔も容姿も見たことの無い男女が初めて出会うものの、出会った相手が間違い・勘違いであったところからストーリーが展開していく。

## 出演
- 相田良平：塩谷瞬 オンラインゲームで知り合った暴走天使(由香里)と出会うはずだった。
- 水内加奈：安田美沙子 出会い系で食事をさせてくれるおじさまを募集して女子高生の「エンジェル」を名乗り、誤って良平と出会った。
- 大木重三：伊藤正之 自殺サイトで知り合った「小悪魔」と一緒に自殺をするつもりだったが、由香里と出会ってしまった。
- 澤田櫂：木村了 チーマーの一員。
- 男：谷原章介(友情出演) エンジェルと逢う予定だった。
- 春樹：菅野篤海
- キミト：戸谷公人
- ナオキ：坂田直貴
- トシユキ：豊永利行
- 成瀬幸(さち)：星野真里(友情出演) 加奈が良平を誘って行ったレストランの店員。逆ギレぎみ。27歳。
- 橋本由香里：野波麻帆 オンラインゲームで知り合った良平と出会うはずだった。